# Colpochila abdita
Colpochila abdita är en skalbaggsart som beskrevs av Britton 1986. Colpochila abdita ingår i släktet Colpochila och familjen Melolonthidae. Inga underarter finns listade i Catalogue of Life.